# Ioan Cristina
Ioan Cristina (n. 9 septembrie 1975, Craiva, România) este un senator român, ales în 2012.